# Alexander Wladimirowitsch Iwanizki
Alexander Wladimirowitsch Iwanizki (russisch Александр Владимирович Иваницкий; * 10. Dezember 1937 in Jarowaja, Rajon Krasnolimansk, Ukrainische SSR; † Juli 2020 bei Moskau) war ein sowjetischer Ringer.

## Leben
Alexander Iwanizki wuchs in Leningrad auf und besuchte als Jugendlicher das Leningrader Radiotechnikum. Er spielte zunächst Volleyball in der Mannschaft des Technikums und wandte sich später dem Judo zu. Da es mit dem Judo nicht so recht vorwärtsging, wechselte er zu den Ringern und hatte hier die ihm, dem inzwischen 1,90 m großen und ca. 110 kg schweren Athleten, auf den Leib geschnittene Sportart gefunden. Die ersten Erfolge stellten sich auch rasch ein. 1962 errang er erstmals die Weltmeisterschaft. Iwanizki rang ausschließlich im Schwergewicht, Freistil. Er setzte seine Ausbildung am Institut für Körperkultur und Sport in Moskau fort und trat nach seinem Abschluss in die damalige Sowjetarmee ein. Später war er als Sportjournalist für das Fernsehen tätig. Für seine Verdienste um den Ringersport wurde er im September 2013 in die FILA International Wrestling Hall of Fame aufgenommen.

## Internationale Erfolge
(OS = Olympische Spiele, WM = Weltmeisterschaft, F = Freistil, S = Schwergewicht)
- 1962, 1. Platz, WM in Toledo, F, S, mit Siegen über Solowin, USA, Visser, Südafrika, Hamit Kaplan, Türkei, Ragnar Svensson, Schweden und einem Unentschieden gegen Ljutwi Dschiber Achmedow, Bulgarien;
- 1963, 1. Platz, WM in Sofia, F, S, mit Siegen über Bohumil Kubát, Tschechoslowakei, Herman, Rumänien, Peter Jutzeler, Schweiz, János Reznák, Ungarn und einem Unentschieden gegen Ljutwi Dschiber Achmedow;
- 1964, Goldmedaille, OS in Tokio, F, S, mit Siegen über Larry Kristoff, USA, Tserendonoin Sandschaa, Mongolei, János Reznák, Ștefan Stîngu, Rumänien und einem Unentschieden gegen Ljutwi Dschiber Achmedow;
- 1965, 1. Platz, WM in Manchester, F, S, mit Siegen über Roland Bock, Deutschland, Andersson, Schweden, Bohumil Kubát, Singh, Indien und Unentschieden gegen Ljutwi Dschiber Achmedow und Larry Kristoff;
- 1966, 1. Platz, WM in Toledo/USA, F, S, mit Siegen über Seo, Japan, Walko Kostow, Bulgarien, Roland Bock und einem Unentschieden gegen Larry Kristoff.

## Nationale Erfolge
Iwanizki gewann mehrmals die sowjetische Meisterschaft, wurde aber 1967 von Alexander Medwed abgelöst und bekam, obwohl auf internationaler Matte ungeschlagen, nie mehr einen Einsatz bei Olympischen Spielen bzw. Welt- oder Europameisterschaften.